# Municipio de Manheim (condado de Lancaster)
El municipio de Manheim (en inglés, Manheim Township) es un municipio del condado de Lancaster, Pensilvania, Estados Unidos. Tiene una población estimada, a mediados de 2021, de 43 812 habitantes.

## Geografía
Está ubicado en las coordenadas 40°5′28″N 76°17′51″O / 40.09111, -76.29750 (40.091078, -76.297476).

## Demografía
Según la Oficina del Censo, en 2000 los ingresos medios de los hogares eran de $55,807 y los ingresos medios de las familias eran de $67,365. Los hombres tenían ingresos medios por $46,940 frente a los $29,618 que percibían las mujeres. Los ingresos per cápita eran de $28,730. Alrededor del 4% de la población estaba por debajo del umbral de pobreza.
De acuerdo con la estimación 2016-2020 de la Oficina del Censo, los ingresos medios de los hogares son de $81,119 y los ingresos medios de las familias son de $97,066. Los ingresos per cápita en los últimos doce meses, medidos en dólares de 2020, son de $47,201. Alrededor del 5.5% de la población está por debajo del umbral de pobreza.